# 메리 페이지 켈러
메리 페이지 켈러(Mary Page Keller, 1961년 3월 3일 ~ )는 미국의 배우이다.
몬터레이 파크에서 태어났다.

## 출연 작품
- 비기너스 (2010년) - 조지아 역
- 스푸너 (2009년)
- 거대한 (2008년)
- 조니 카파할라 (2007년)
- 더 플레너리 (2003년)
- 타임캅 2 (2003년) - 덕 역
- 베놈 (2001년)
- 더 디스트릭트 (2000년) - 스테파니 페이스 역
- 조니 카파할라, 눈 위의 서퍼 (1999년)
- 더티 시크릿 (1998년)
- 네고시에이터 (1998년)
- Any Place But Home (1997)
- 가족 만들기 소동 (1995년)
- 고립 지대 (1995년)
- 배후 동기 (1993년)
- 테리와 제이 (1991년) - 아만다 역
- 어둠 속의 호놀룰루 (1990, Revealing Evidence: Stalking the Honolulu Strangler)
- 그대가 떠난 빈자리 (1989년)
- 건망증 선생님 (1988년)
- 질겁하다 (1987년)

### 텔레비전
- 시빌 (1997)
- 더 프랙티스 (2002)
- JAG (2002-03) - 베스 오닐 역
- NCIS (2004)
- 뉴욕경찰 24시 (2004-05) - 브리짓 스코필드 역
- 닙턱 (2004-05)
- 커맨더 인 치프 (2005)
- 크리미널 마인드 (2006) - 케서린 '케이티' 콜 역
- 24 (2009) - 세라 역
- 매드맨 (2009)
- 캐슬 (2010) - 리베카 돌턴 역
- 클로저 (2011) - 에밀리 딕슨 역
- NCIS: 로스앤젤레스 (2011) - 앤절라 툴리 역
- 체이싱 라이프 (2014-15)